# Sülzbachaue
Das Naturschutzgebiet Sülzbachaue liegt auf dem Gebiet der Gemeinde Lindlar im Oberbergischen Kreis in Nordrhein-Westfalen.
Das Naturschutzgebiet erstreckt sich westlich von Lindlar entlang der Sülz zwischen den Ortschaften Offermannsheide und Schmitzhöhe. Die L 284 tangiert das Naturschutzgebiet und die Sülz auf ihrer orografisch rechten Uferseite bei Welzen im Nordosten und bei Offermannsheide im Südwesten.

## Beschreibung
Das etwa 5 ha große Gebiet wurde im Jahr 1993 unter der Schlüsselnummer GM-015 unter Naturschutz gestellt.
Das Fachinformationssystem des Landesamtes für Natur, Umwelt und Verbraucherschutz in NRW beschreibt das Gebiet wie folgt:

„Das Naturschutzgebiet umfasst einen Fließgewässerabschnitt der Sülz mit kleinen Altarmen und Auwaldresten. Der Flusslauf ist durch Insel, Kiesbänke, Schnellen und Tiefwasserzonen strukturiert, wird allerdings durch eine Staustufe und lokale Steinschüttungen beeinträchtigt. Im Zentrum des Gebietes findet sich ein kleinflächiger Auwald, der von Mulden, Rinnen und lokalen Altarmen durchzogen wird. Der naturnahe Abschnitt der Sülz repräsentiert in typischer Weise ein großes Fließgewässer des Bergischen Landes mit wichtiger Bedeutung als regionaler Vorfluter. Seine Naturnähe ist allerdings durch das Betonwehr und die Ausbreitung des Indischen Springkrautes stark beeinträchtigt Die Sülz ist Teil des Fließgewässersystems des Bergischen Landes und entwässert zur Agger.“

## Schutzziele
Erhaltung, Entwicklung und langfristigen Sicherung einer naturnahen Bachaue mit Altarm- und Auenwaldstrukturen als Lebensraum auentypischer und seltener Pflanzen- und Tierarten.

## Tier- und Pflanzenarten
Im Gebiet treten die für einen Auwald typischen Baumarten wie Esche, Schwarzerle und Bruchweide auf. In der feuchten Hochstaudenflur sind Sumpf-Schwertlilie (Iris pseudacorus), Echtes Mädesüß (Filipendula ulmaria) und als Rarität die Zweizeilige Segge (Carex disticha) ( Rote Liste (RL 3)) vertreten.

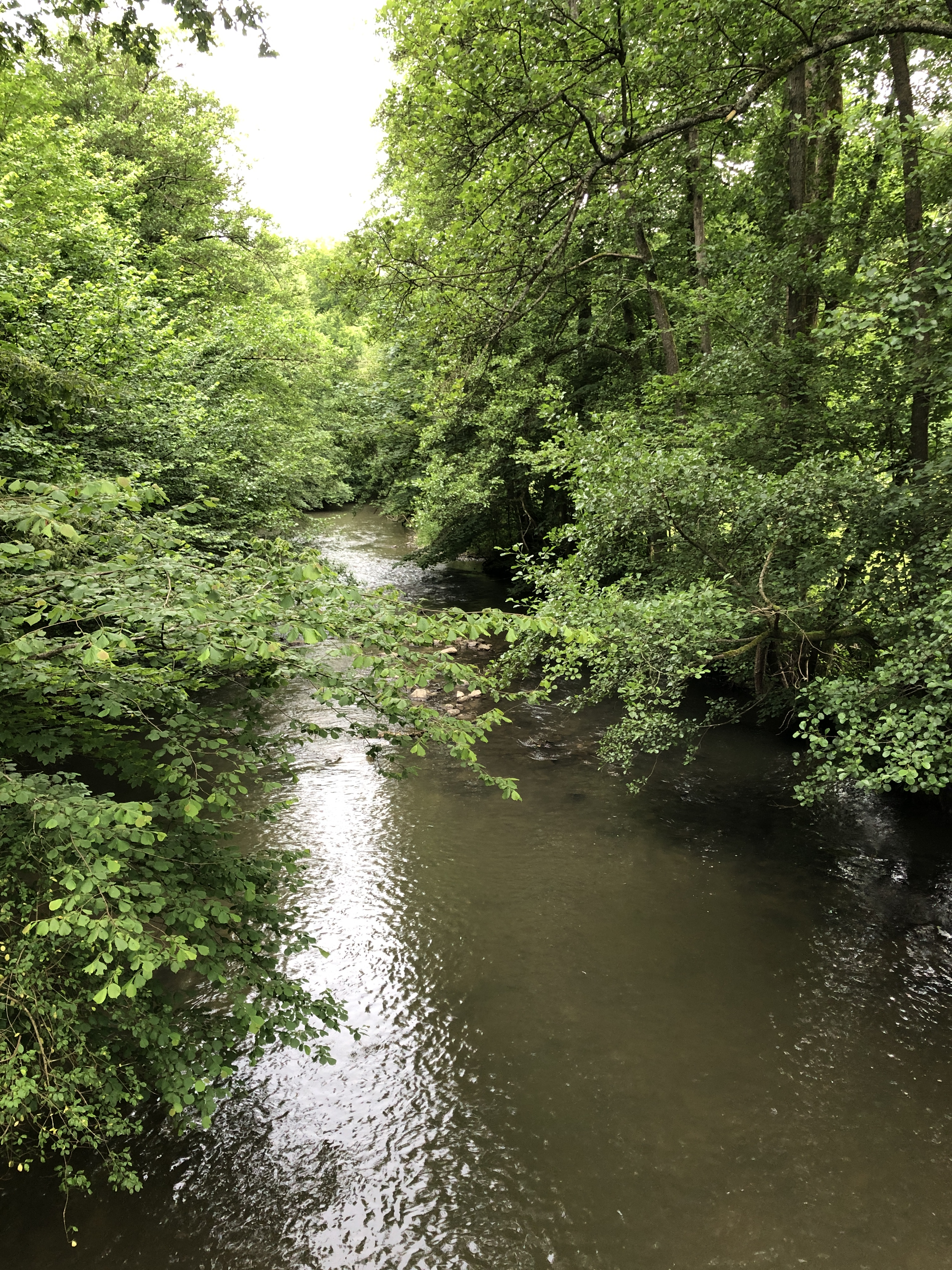
Die Sülz im NSG
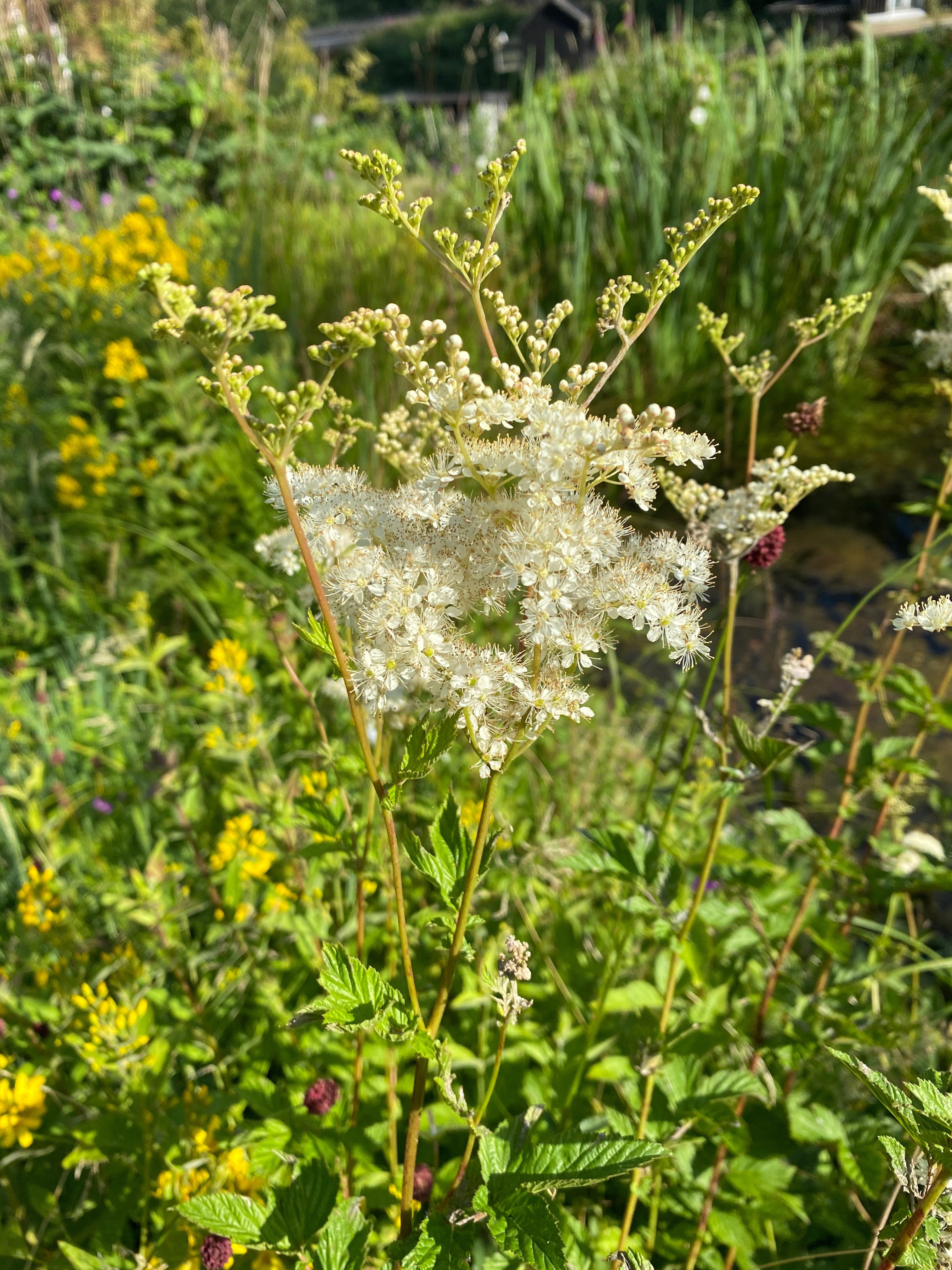
Mädesüß – Insektenmagnet
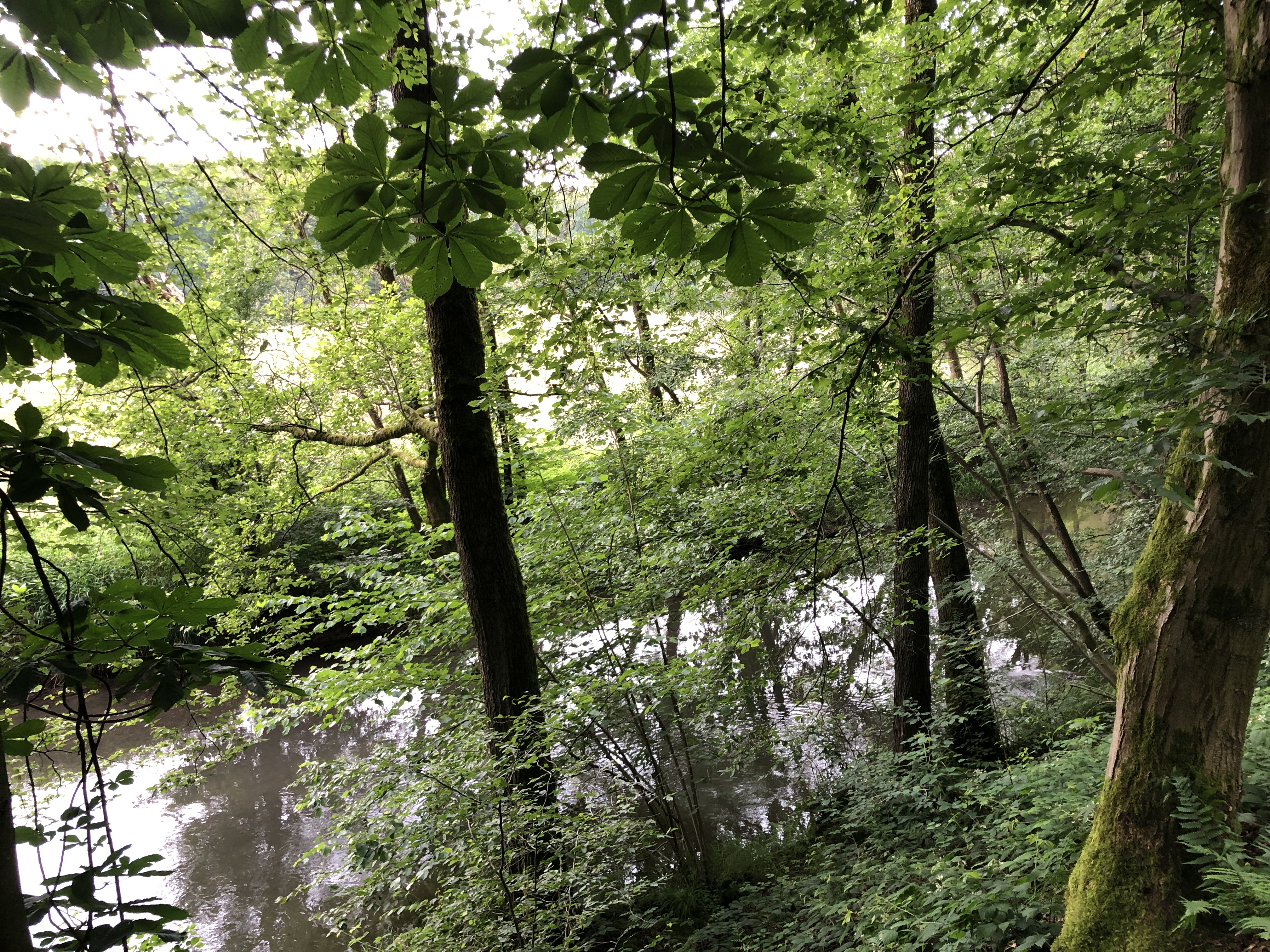
Die Sülz
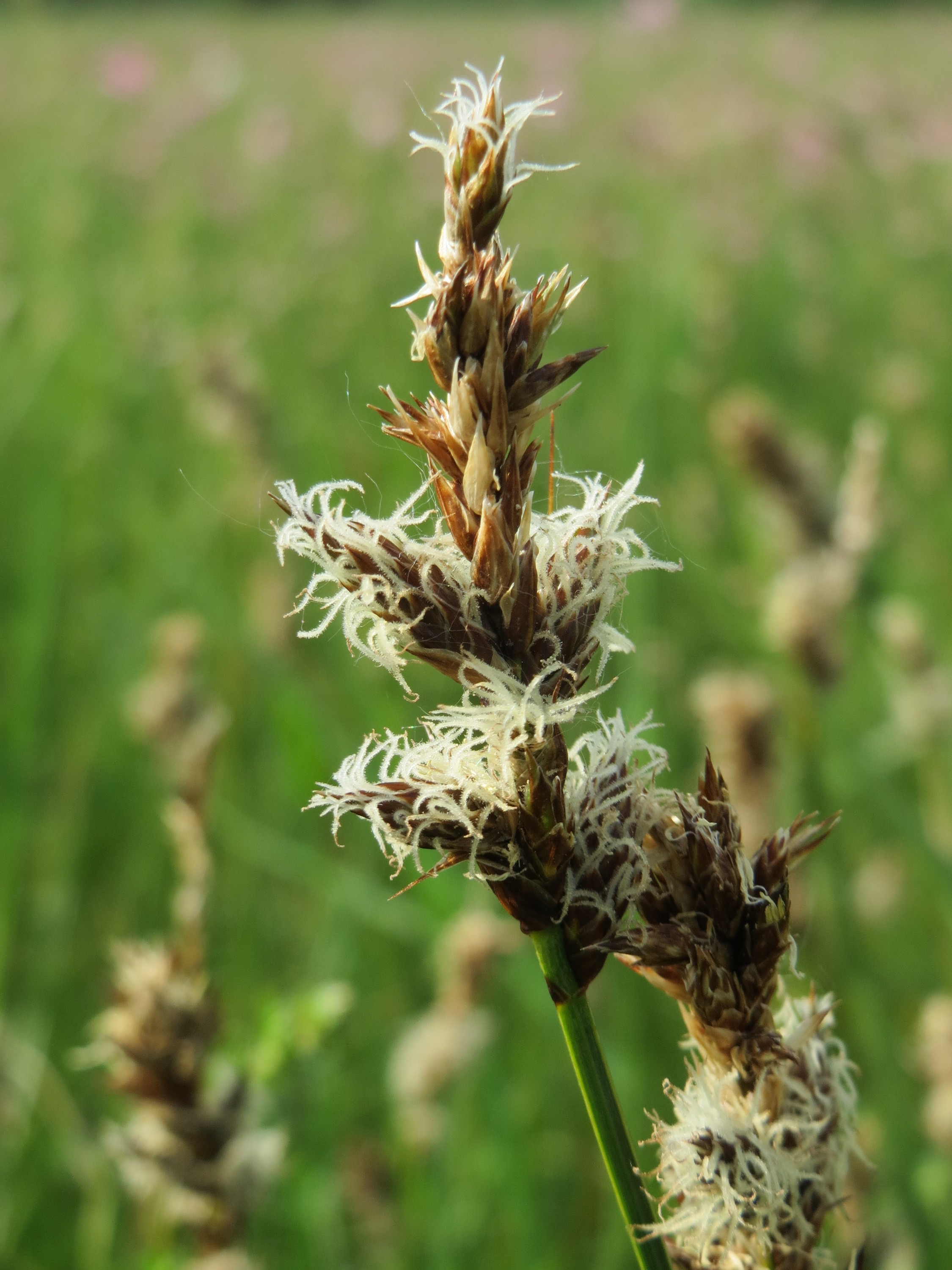
Die Zweizeilige Segge
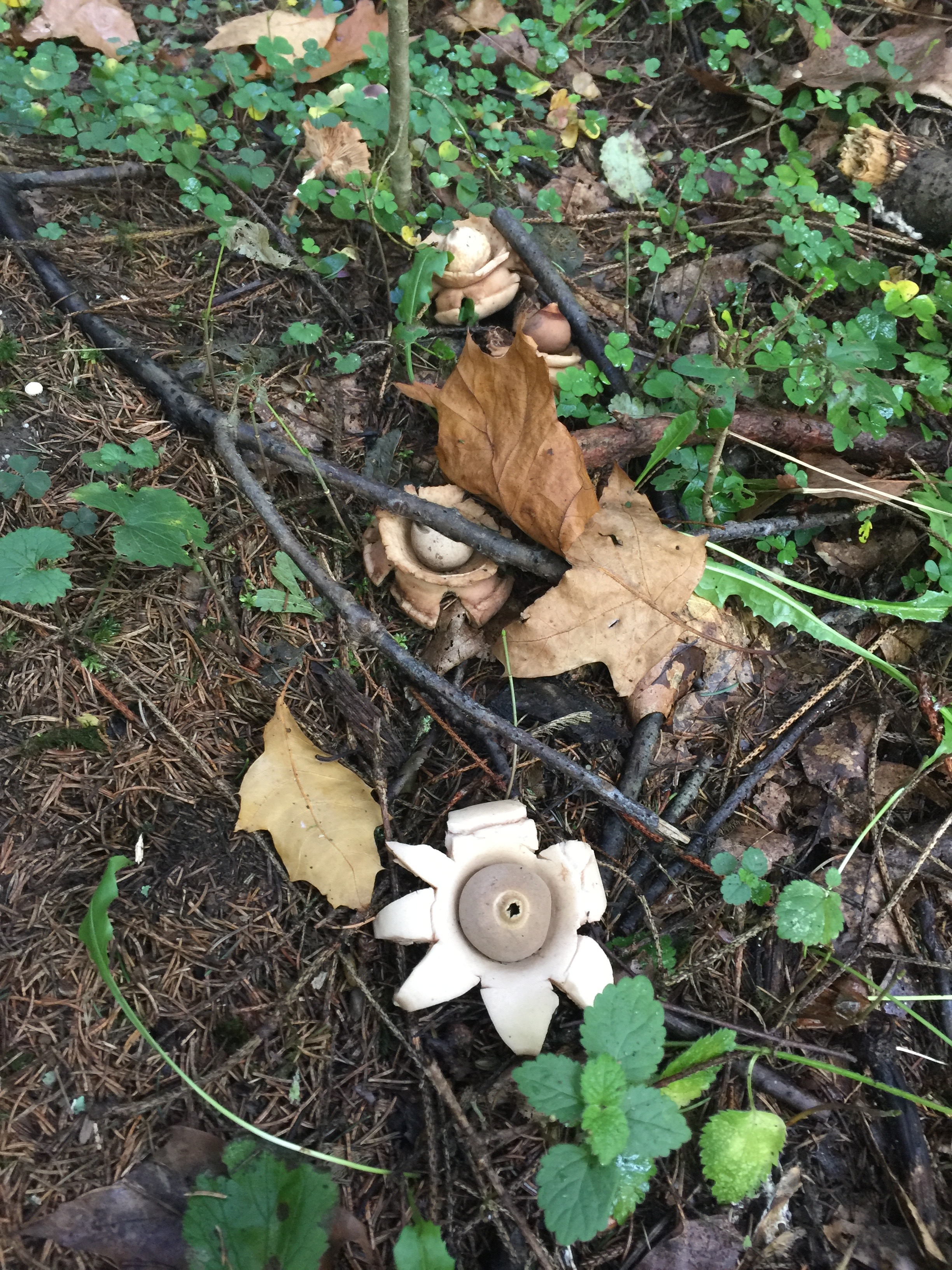
Halskrausen-Erdstern im NSG
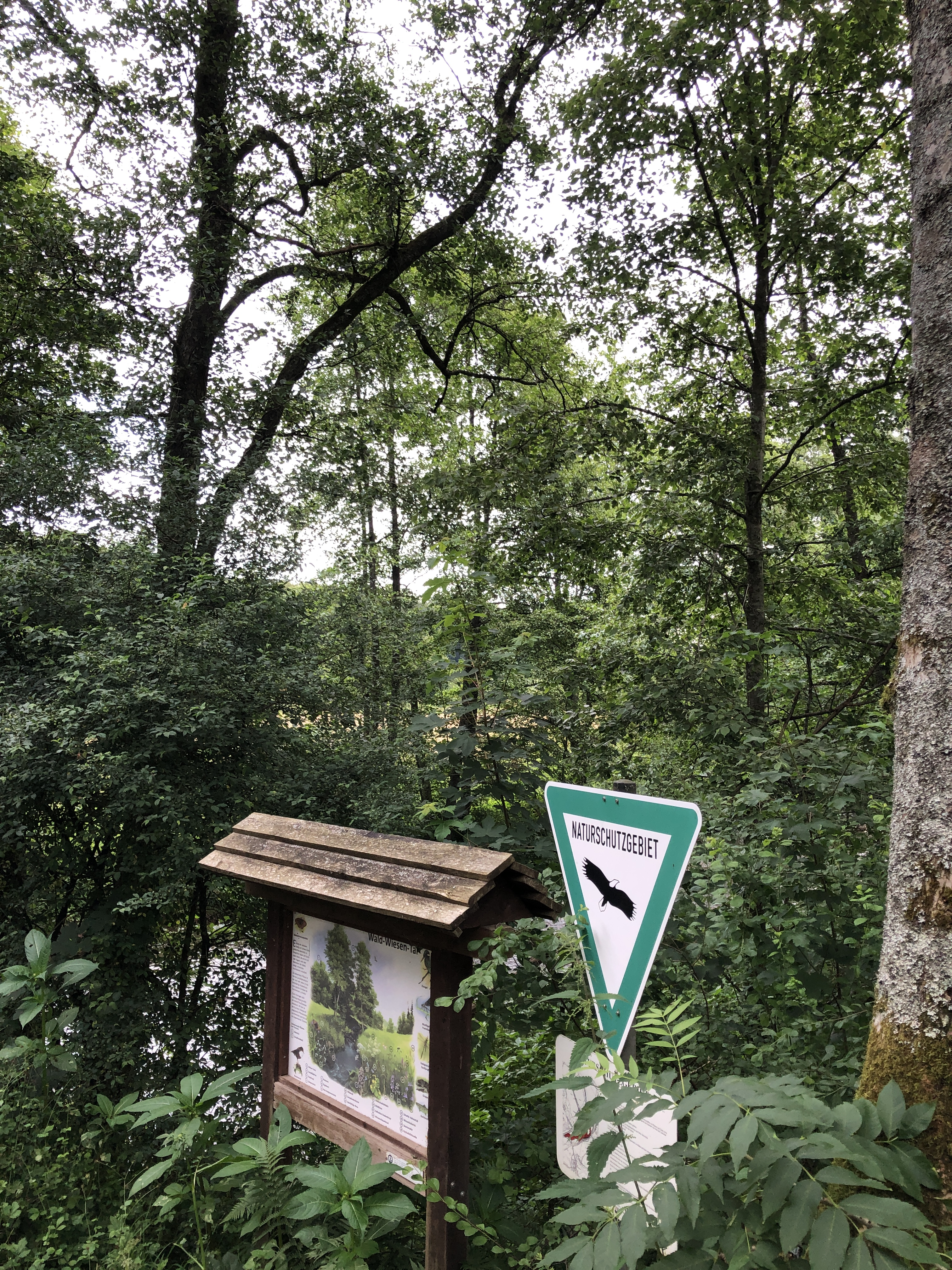
Hinweisschild und Info-Tafel im NSG
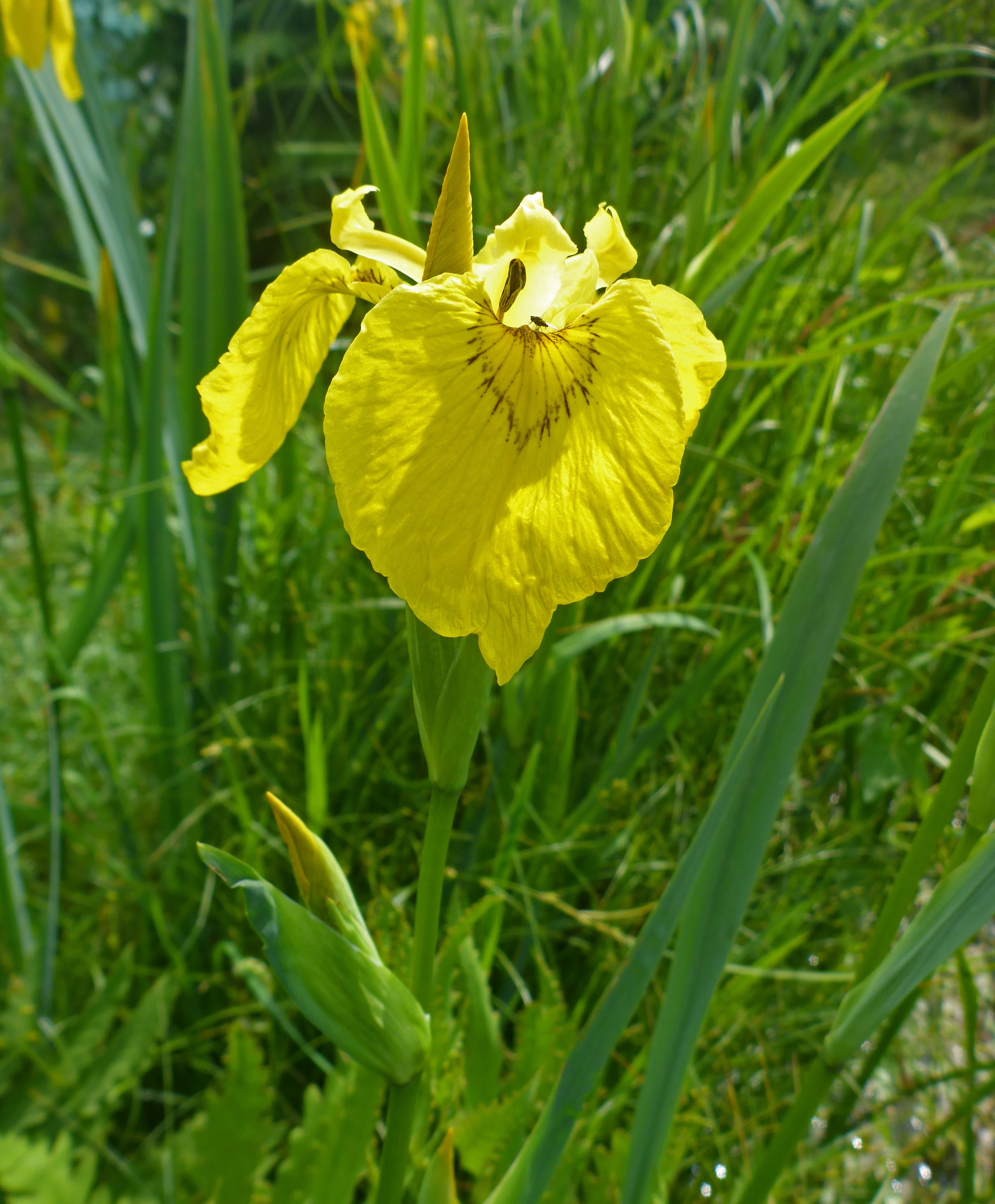
Sumpf-Schwertlilie
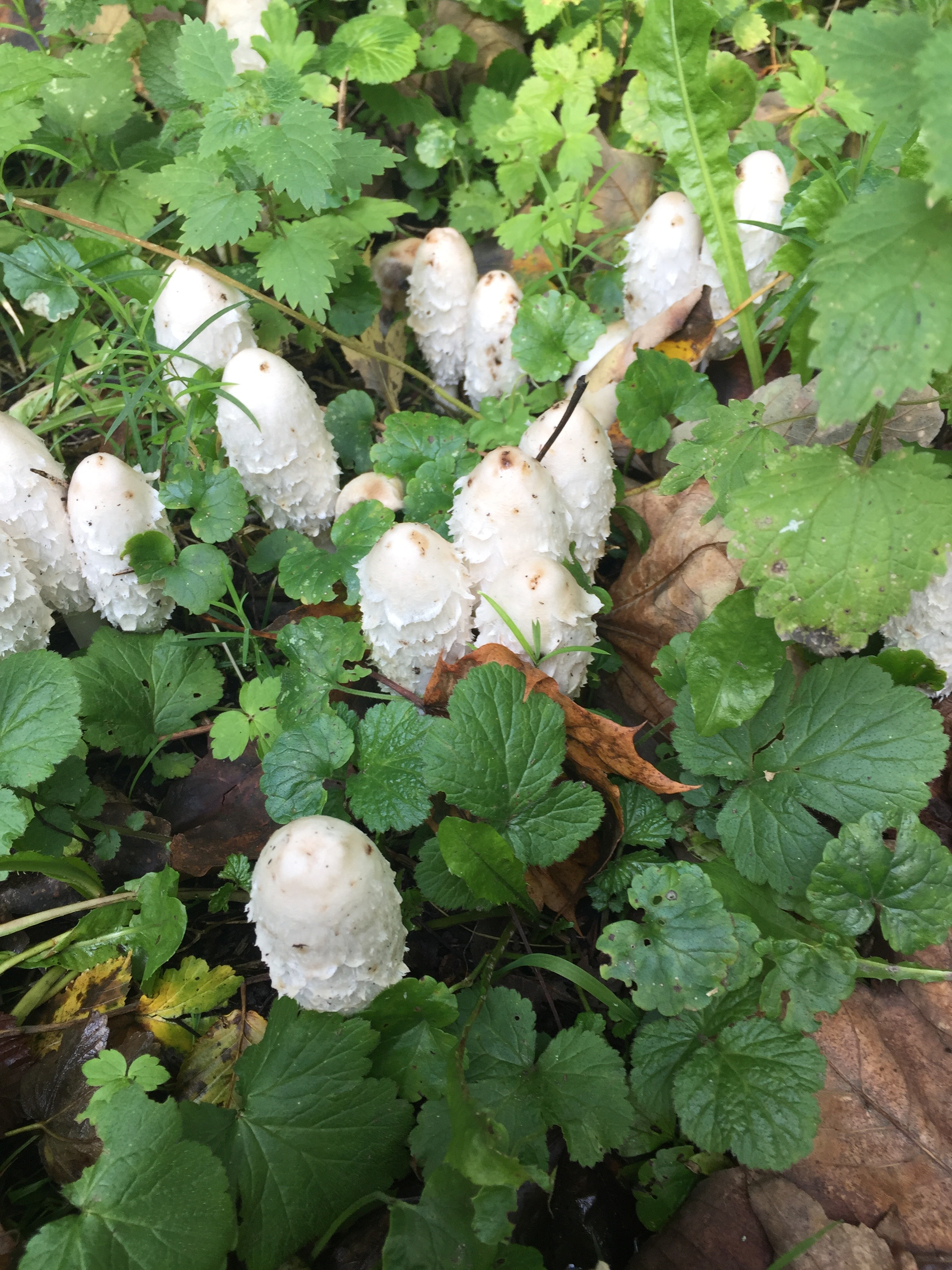
Schopf-Tintling im NSG